# Granica (województwo dolnośląskie)

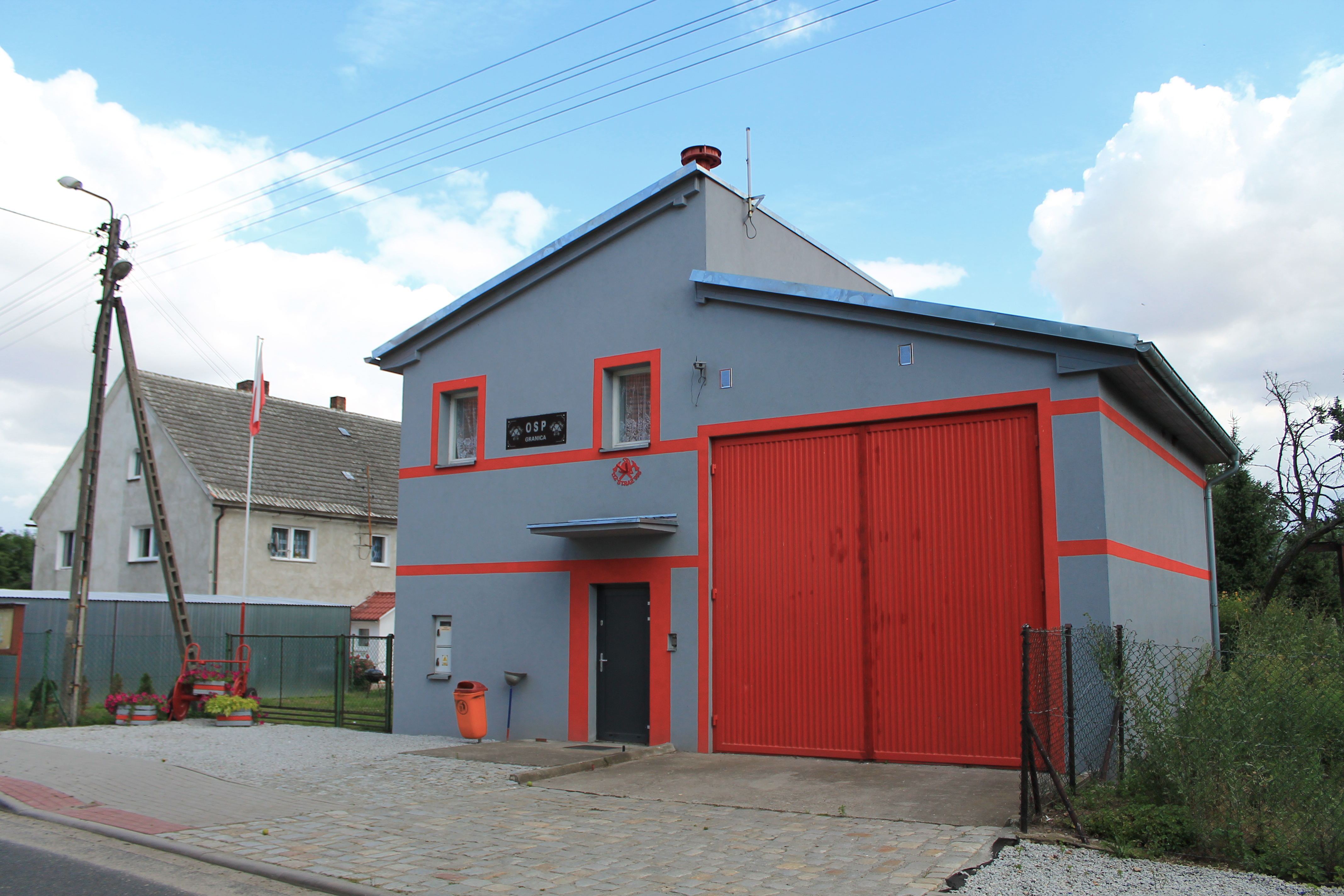
Remiza OSP we wsi

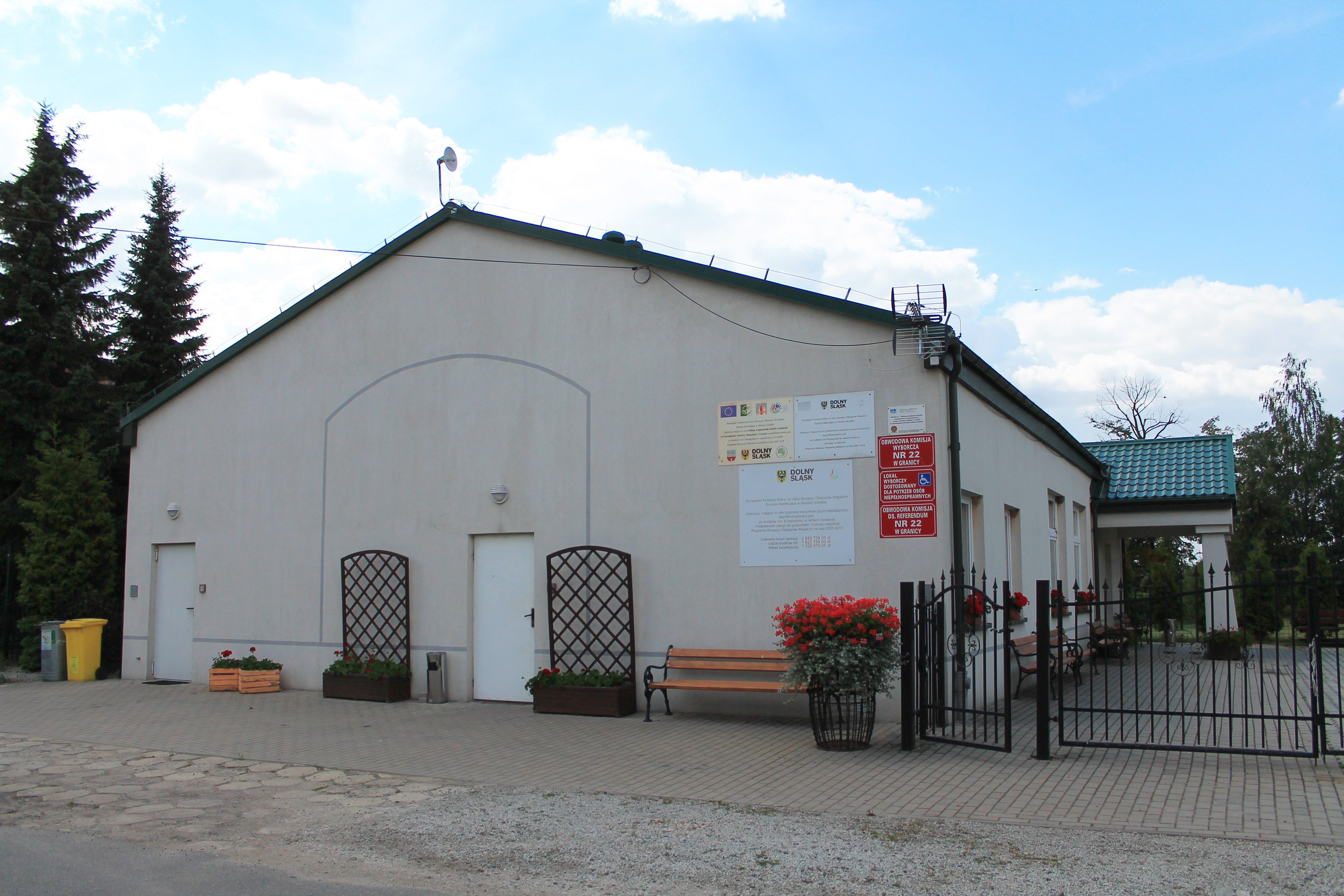
Świetlica wiejska i obwodowa komisja wyborcza nr 22 we wsi

Granica (niem. Halbendorf) – wieś w Polsce, w województwie dolnośląskim, w powiecie świdnickim, w gminie Strzegom.

## Nazwa
9 września 1947 ustalono polską nazwę miejscowości – Granica.

## Administracja
W latach 1954–1959 wieś należała i była siedzibą władz gromady Granica, po jej zniesieniu w gromadzie Żółkiewka. W latach 1975–1998 miejscowość należała administracyjnie do województwa wałbrzyskiego.

## Demografia
W 1933 r. w miejscowości mieszkało 346 osób, a w 1939 roku – 333 osoby. W roku 2009 było ich 237, natomiast w marcu roku 2011 mieszkało tu 239 osób.

## Zabytki
- pałac